# David S. Ward
David S. Ward (29 de octubre de 1945) es un director de cine estadounidense y un guionista galardonado, a pesar de lo cual es poco conocido en Hollywood.
Su obra más conocida es El golpe (1973), con la que consiguió fama y subió al estrellato. Luego desapareció, y volvió a aparecer en Sleepless in Seattle (Nora Ephron, 1993), con Tom Hanks y Meg Ryan o Down Periscope.

## Premios y distinciones
Premios Óscar
| Año  | Categoría            | Película             | Resultado |
| ---- | -------------------- | -------------------- | --------- |
| 1994 | Mejor guion original | Sleepless in Seattle | Nominado  |